# 708-й отдельный разведывательный артиллерийский дивизион
708-й отдельный разведывательный артиллерийский Новгородский дивизион Резерва Главного Командования — воинское формирование Вооружённых Сил СССР, принимавшее участие в Великой Отечественной войне.
Паолевая почта 29127
Сокращённое наименование — 708-й орадн РГК.

## История
Дивизион сформирован в г. Москва Бауманским РВК 3 января 1942 г. по приказу НКО и директивы Московского городского военкомата от 3.12.41г. за № 6966сс на базе дивизиона АИР 447 корпусного артиллерийского полка. После завершения формирования и боевого слаживания 10 февраля 1942 г. дивизион направлен на Волховский фронт.
В действующей армии с 10.02.1942 по 10.06.1944.
В ходе Великой Отечественной войны вёл артиллерийскую разведку в интересах артиллерии соединений и объединений 4-й армии, 52-й армии, 59-й армии, 2-й уд. армии Волховского и 67-й армии Ленинградского фронтов.
10 июня 1944 года в соответствии с приказом НКО СССР от 16 мая 1944 года № 0019, директивы заместителя начальника Генерального штаба РККА от 22 мая 1944 г. № ОРГ-2/476 708-й орадн обращён на формирование 7 пабр 67-й армии .

## Состав
до августа 1943 года
- Штаб
- Хозяйственная часть
- батарея оптической разведки  (БОР)
- батарея звуковой разведки (БЗР)
- батарея топогеодезической разведки (БТР)
- артиллерийский метеорологический взвод (АМВ)
- фотограмметрический взвод (ФГВ)
- хозяйственный взвод

с августа 1943 года
- Штаб
- Хозяйственная часть
- 1-я батарея звуковой разведки (1-я БЗР)
- 2-я батарея звуковой разведки (2-я БЗР)
- батарея топогеодезической разведки (БТР)
- взвод оптической разведки (ВЗОР)
- фотограмметрический взвод (ФГВ)
- хозяйственный взвод

## Подчинение
| Дата                   | Фронт               | Армия                                         | Корпус | Дивизия | Бригада | Примечания |                                                        |
| ---------------------- | ------------------- | --------------------------------------------- | ------ | ------- | ------- | ---------- | ------------------------------------------------------ |
| 10.02.42 − 15.02.44 г. | Волховский фронт    | 4-й армии 52-й армии 59-й армии 2-й уд. армии | -      | -       | -       | -          |                                                        |
| 16.02.44 − 10.06.44 г. | Ленинградский фронт | 67-я армия                                    | -      | -       | -       | -          | Директива Ленинградского фронта № 20/011 от15.02.44 г. |

## Командование дивизиона
Командир дивизиона
- майор Осадчий Иван Кузьмич

Начальник штаба дивизиона
- капитан Малахов
- капитан Лебедев Василий Семёнович
- майор Харитонов Иван Николаевич

Заместитель командира дивизиона по политической части
- политрук Шафран
- ст. политрук, капитан, майор Щуров Семён Ефимович

Помощник начальника штаба дивизиона
- ст. лейтенант Беляев Николай Алексеевич

Помощник командира дивизиона по снабжению
- ст. лейтенант Чуриков Андрей Исаевич

## Командиры подразделений дивизиона
Командир  БЗР (до августа 1943 года)
- ст. лейтенант Захаров

Командир 1-й БЗР
- ст. лейтенант, капитан Клименко Сидор Максимович

Командир 2-й БЗР
- ст. лейтенант Островский Иван Иванович

Командир БТР
- ст. лейтенант Кузенков
- ст. лейтенант Сундуков Николай Фролович

Командир ВЗОР
Командир ФГВ
- лейтенант Акимов Николай Александрович

Командир АМВ (до августа 1943 года)
- лейтенант  Юрин Иван Николаевич

## Награды и почётные наименования
| Награды и наименования             | дата          | за что получена |
| ---------------------------------- | ------------- | --- |
| Почетное наименование Новгородский | 21.01.1944 г. | присвоено приказом Верховного Главнокомандующего № 09 от 21 января 1944 года за отличие в боях с немецкими захватчиками за овладение городом Новгород |